# Linda Vojtová
Linda Vojtová (Praga, 22 giugno 1985) è una modella ceca.

## Biografia
Figlia di un'avvocatessa , nel 2000 a 15 anni vince l'Elite Model Look tenutosi a Ginevra. Da questo momento compare in molte riviste di moda e sulle copertine di Vogue, Elle, Madame Figaro, Amica, Glamour, Flair, Surface.
Presterà il suo corpo alle campagne di Max Mara, Victoria's Secret, La Perla, Diesel, Giorgio Armani, Miss Sixty, Escada, Neiman Marcus, Roberto Cavalli, Jimmy Choo, Elie Saab, Holt Renfrew, oltre che sfilare per Blumarine, Cacharel, Alexander McQueen, Emanuel Ungaro, Costume National, Dior, Moschino, Donna Karan, Dolce & Gabbana, Narciso Rodriguez, Armani, Hermès, Jean Paul Gaultier, Etro, Antonio Berardi, Valentino, Dsquared², Vera Wang, Marc Jacobs, Michael Kors, Emilio Pucci e molti altri.